# Cross (Wisconsin)
Cross es un pueblo ubicado en el condado de Buffalo en el estado estadounidense de Wisconsin. En el Censo de 2010 tenía una población de 377 habitantes y una densidad poblacional de 3,86 personas por km².

## Geografía
Cross se encuentra ubicado en las coordenadas 44°10′26″N 91°38′23″O / 44.17389, -91.63972. Según la Oficina del Censo de los Estados Unidos, Cross tiene una superficie total de 97.66 km², de la cual 97.23 km² corresponden a tierra firme y (0.44%) 0.43 km² es agua.

## Demografía
Según el censo de 2010, había 377 personas residiendo en Cross. La densidad de población era de 3,86 hab./km². De los 377 habitantes, Cross estaba compuesto por el 99.2% blancos, el 0.27% eran afroamericanos, el 0% eran amerindios, el 0% eran asiáticos, el 0% eran isleños del Pacífico, el 0.53% eran de otras razas y el 0% pertenecían a dos o más razas. Del total de la población el 1.59% eran hispanos o latinos de cualquier raza.